# Gregor Eisenhauer
Gregor Eisenhauer (* 13. Dezember 1960 in Mosbach) ist ein deutscher Schriftsteller und Autor bzw. Journalist.

## Leben
Gregor Eisenhauer absolvierte ein Studium der Germanistik in  Heidelberg. 1990 wurde er mit einer Dissertation über Arno Schmidt an der Freien Universität Berlin zum Doktor der Philosophie promoviert. Eisenhauer lebt heute als freier Schriftsteller in Berlin.
Gregor Eisenhauer ist Verfasser von Romanen, Erzählungen, Essays und Rundfunk-Features. 1996 erhielt er ein Stipendium der Kunststiftung Baden-Württemberg.
Für den Berliner Tagesspiegel verfasst Gregor Eisenhauer regelmäßig ausführliche Artikel über bekannte und weniger bekannte verstorbene Menschen, die in Berlin gelebt und gewirkt haben.
Er ist mit der habilitierten Kieferorthopädin Angelika Stellzig-Eisenhauer verheiratet.

## Werke
- Die Rache Yorix, Tübingen 1992
- Der Literat, Tübingen 1993
- Scharlatane. Zehn Fallstudien, Reihe Die Andere Bibliothek, Frankfurt am Main 1994.[3]
- Die Märchen vom kleinen Schlangenwurm und anderen Ungeheuern, Frankfurt am Main 1995 (zusammen mit Klaus Puth)
- Mein skrupelloses Sexleben auf Ibiza, Heidelberg 1997
- Antipoden: Ernst Jünger und Johann Wolfgang von Goethe, Rudolf Borchardt und Hugo von Hofmannsthal. Niemeyer, Tübingen 1998, ISBN 3-484-32099-0 (= Untersuchungen zur deutschen Literaturgeschichte, Band 99).
- Der Stein der Weisen, Frankfurt am Main 1999
- Die Macht der Zwerge, Heidelberg 2001
- Franz Blei – der Literat, Berlin 2004
- Im Eis, Berlin 2005
- Kleines ABC der vergessenen oder so gut wie nie aufzufindenden Tierarten, Halle (Saale) 2007 (zusammen mit Klaus Puth)
- Kaspar Dreidoppel, Hamburg 2008 (zusammen mit Tina Kemnitz)
- Mein Jahr als Single, Berlin 2009
- Die erste Versuchung, Halle (Saale) 2009
- Der ewige Zweite. Eine kleine Typologie des Lesers, Halle (Saale) 2010
- Lebemänner. Fünf Porträts in wechselnder Manier, Halle (Saale) 2011
- Indien. Alltag. Eine fotografische Reise, Halle (Saale) 2012 (zusammen mit Angelika Stellzig)
- GOLF. Zehn Lektionen in der Kunst des Scheiterns, München 2012
- Führerin. Thriller, Mitteldeutscher Verlag, Halle (Saale) 2014, ISBN 978-3-95462-243-6
- Die zehn wichtigsten Fragen des Lebens – in aller Kürze beantwortet, DuMont Buchverlag, Köln 2014, ISBN 978-3-8321-9759-9.
- Emigrant des Lebens: Erich Kästners letzte Jahre, Mitteldeutscher Verlag, Halle (Saale), 2024, ISBN 978-3-96311-957-6